# St. Pauli Nacht
Pour plus de détails, voir Fiche technique et Distribution.
St. Pauli Nacht est une comédie dramatique allemande à sketches réalisée par Sönke Wortmann et sortie en 1999.

## Synopsis
Johnny, un truand de quartier de Hambourg, vit son premier jour de liberté après un séjour en prison. Attiré le soir par un coup de téléphone sur la Reeperbahn, il est abattu par Manfred, un facteur ivre, à la suite d'un enchaînement de circonstances malheureuses.
En plusieurs épisodes entremêlés, le film raconte la jour précédent du point de vue des personnes impliquées, notamment un chauffeur de taxi, un petit délinquant, une prostituée transgenre et deux adolescents.
A la fin, il s'avère que l'appel téléphonique qui avait attiré Johnny dans le quartier de Hambourg était un appel fictif de deux jeunes, conçu comme une blague téléphonique.

## Fiche technique
- Titre original allemand : St. Pauli Nacht[1]
- Réalisation : Sönke Wortmann
- Scénario : Frank Göhre
- Photographie : Tom Fährmann (de)
- Montage : Hans Funck
- Musique : Peter Wolf (de)
- Production : 	Eric Moss, Kirsten Hager (de), Benjamin Herrmann (de)
- Société de production : Hager Moss Film
- Pays de production :  Allemagne
- Langue originale : allemand
- Format : couleurs
- Genre : comédie dramatique à sketches
- Durée : 91 minutes
- Date de sortie :
  - Allemagne : 2 septembre 1999

## Distribution
- Benno Fürmann : Johnny
- Maruschka Detmers : Ulrike
- Oliver Stokowski (de) : Le Frison
- Armin Rohde : Manfred
- Timo Rathjens : Timo
- Florian Lukas : Sven
- Ill-Young Kim : Rasta Robby
- Valerie Niehaus : Dorit
- Axel Milberg : Peter
- Christian Redl : Brilli
- Doreen Jacobi : Steffi
- Kathleen Gallego Zapata : Roberta
- Peter Sattmann : Wolfgang
- Heiner Lauterbach : Client du taxi